# Luigi Casola
Luigi Casola (Busto Arsizio, 11 luglio 1921 – Certosa di Pavia, 6 aprile 2009) è stato un ciclista su strada e pistard italiano.
Professionista e indipendente tra il 1945 e il 1958, vinse quattro tappe al Giro d'Italia.

## Carriera
Corse per diverse formazioni, nel primo secondo dopoguerra, distinguendosi come velocista. Le principali vittorie da professionista e indipendente furono le seguenti: i Giri del Veneto 1945 e 1950, la Coppa Agostoni 1946, quattro tappe al Giro d'Italia tra il 1948 ed il 1951, la Coppa Placci 1948, la Milano-Torino 1949 e la Coppa Bernocchi 1951. Fu anche secondo al Giro di Lombardia 1946, e riserva della Nazionale ai mondiali 1949.
Da velocista si dedicò anche alle gare su pista, specializzandosi nelle Sei giorni. Questa carriera gli permise di disputare competizioni nel continente americano e di conoscere il Messico dove, nel 1960, si trasferì divenendo promotore del ciclismo nazionale. Fece costruire il Velodromo Olimpico divenuto famoso come meta - essendo situato in altura - di alcuni tentativi di record dell'ora.
Tornò in Italia nel 2003, dove morì il 6 aprile 2009, in seguito a complicazioni renali.

## Palmarès

### Strada
- 1945 (S.C. Michele Mara)

Giro del Veneto
- 1946 (Bianchi, tre vittorie)

Piccolo Giro di Lombardia
Coppa Agostoni
Coppa San Geo
- 1948 (Cimatti, tre vittorie)

4ª tappa Giro d'Italia (Parma > Viareggio)
6ª tappa Giro d'Italia (Siena > Roma)
Coppa Placci
- 1949 (Benotto, due vittorie)

Milano-Torino
8ª tappa Giro d'Italia (Pesaro > Venezia)
- 1950 (Atala, una vittoria)

Giro del Veneto
- 1951 (Atala, due vittorie)

8ª tappa Giro d'Italia (Roma > Napoli)
Coppa Bernocchi

### Pista
- 1954

Sei giorni di Torino, con Riccardo Filippi
- 1955

Sei giorni di Alessandria, con Riccardo Filippi

## Piazzamenti

### Grandi Giri
- Giro d'Italia

1947: 34º
1948: ritirato
1949: ritirato
1950: 70º
1951: 52º
1952: ritirato

### Classiche monumento
- Milano-Sanremo

1946: 13º
1950: 9º
1951: 27º
- Parigi-Roubaix

1948: 45º
1949: 100º
- Giro di Lombardia

1946: 2º
1949: 30º